# اچ‌ام‌اس تورچ (۱۸۹۴)
اچ‌ام‌اس تورچ (۱۸۹۴) (به انگلیسی: HMS Torch (1894)) یک کشتی بود که طول آن ۱۸۰ فوت (۵۵ متر) بود. این کشتی در سال ۱۸۹۴ ساخته شد.